# B.L.T.
《B.L.T.》（日语： Bīerutī */?），全稱《BEAUTIFUL Lady & TELEVISION》，是一部由東京新聞通信社出版的月刊電視雜誌。雜誌獲德間書店出版的《OVERTURE》評為三大偶像雜誌之一，與WANI BOOKS的《UP to boy》、學研Plus的《BOMB》齊名。

## 概要
《B.L.T.》的內容主要是圖文並茂地介紹日本的女演員、日本偶像和播報員等各種領域的女性，因此雜誌的男性讀者佔了76.8％，女性則佔了餘下的23.2%。雜誌的主要對象是在職男性，10至19歲和40歲以上的讀者分別佔了9.4%和16.5%，20至29歲和30至39歲分別佔了39.7%和34.4%。雜誌初次刊登於1997年9月24日，封面人物是廣末涼子，從一開始便以女性和電視節目作為雜誌的主軸，並且因應日本全國不同地區的電視網而分別設有5種版本。2006年12月23日，《B.L.T.》與女子組合AKB48合作推出AKB48劇場限定發賣的AKB48封面版本的雜誌（同時推出了網上版本），並且附贈生寫真。其後，《B.L.T.》也與SKE48、乃木坂46、HKT48、虎魚組、私立惠比壽中學等偶像組合合作，以同一模式推出限定封面的雜誌。2010年1月29日，作為《B.L.T.》特別版，以介紹聲優為主的《B.L.T.VOICE GIRLS》分冊開始發賣，創刊號由平野綾擔任封面人物。2015年5月22日，雜誌由原本的5種版本統一成全國版，並且移走了電視節目表，加插了更多有關女性偶像的報道，將偶像組合寫真的比率調整至26%，特集、連載和訪問則分別佔3%、11%和14%，從而讓偶像組合相關的資訊佔了雜誌比重一半以上，而這次重製版本的封面由女子組合乃木坂46成員橋本奈奈未、西野七瀨、白石麻衣、生田繪梨花擔任。2015年7月13日，《B.L.T.》推出了分冊《blt graph.》，創刊號由NMB48成員山本彩擔任封面人物。2016年4月23日，《B.L.T.》的官方網站正式啟用。

## 外部連結
- 官方网站
- B.L.T.official的X（前Twitter）
- B.L.T.的Instagram帳戶